# Tachypnée
 (janvier 2016).
Si vous disposez d'ouvrages ou d'articles de référence ou si vous connaissez des sites web de qualité traitant du thème abordé ici, merci de compléter l'article en donnant les références utiles à sa vérifiabilité et en les liant à la section « Notes et références ».
La tachypnée, de tachy- (rapide) et -pnée (respiration), désigne une augmentation de la fréquence respiratoire à volume courant normal, la ventilation pulmonaire est accélérée. La respiration au repos est de 12 à 18 mouvements respiratoires par minute chez un adulte et de 35 à 50 mouvements par minute chez un nourrisson.

## Signification physiologique
La tachypnée vise à compenser un besoin accru en oxygène, par exemple lors d'un effort physique. Le rapport entre les gaz sanguins reste cependant équilibré, au contraire de l'hyperventilation qui vise à corriger un excès de dioxyde de carbone sanguin.

## Risques de confusion
La tachypnée est à distinguer de la polypnée : 
contrairement à la tachypnée, la polypnée est une augmentation de la fréquence respiratoire avec diminution du volume courant (ventilation rapide et superficielle).